# Clàssica de Sant Sebastià 1988
La Clàssica de Sant Sebastià 1988, 8a edició de la Clàssica de Sant Sebastià, és una cursa ciclista que es va disputar el 13 d'agost de 1988 sobre un recorregut de 244 km.
Van prendre la sortida 182 corredors, dels quals 159 finalitzaren la cursa.
El vencedor final fou el neerlandès Gert-Jan Theunisse, de l'equip PDM-Concorde, que s'imposà a l'esprint al seu company d'escapada, l'espanyol Enrique Aja Cagigas (Teka). Tercer fou el seu company d'equip Steven Rooks.

## Classificació general
|    | Ciclista            | Equip              | Temps      |
| -- | ------------------- | ------------------ | ---------- |
| 1  | Gert-Jan Theunisse  | PDM-Concorde       | 6h 09' 36" |
| 2  | Enrique Aja Cagigas | Teka               | m. t.      |
| 3  | Steven Rooks        | PDM-Concorde       | + 06"      |
| 4  | Marino Lejarreta    | Caja Rural-Orbea   | m. t.      |
| 5  | Andreas Kappes      | Toshiba            | + 37"      |
| 6  | Miguel Indurain     | Reynolds-Pinarello | m. t.      |
| 7  | Jesús Blanco Villar | Teka               | m. t.      |
| 8  | Raúl Alcalá         | 7 Eleven-Hoonved   | m. t.      |
| 9  | Ludo Peeters        | Superconfex-Yoko   | m. t.      |
| 10 | Michael Wilson      | Weinmann-La Suisse | m. t.      |